# Banastre Tarleton
Banastre Tarleton (Liverpool, 21 augustus 1754 - Leintwardine, 15 januari 1833) was een Brits militair en politicus.

## Biografie
Banastre Tarleton werd geboren als het derde kind van de handelaar John Tarleton die tevens enige tijd diende als burgemeester van Liverpool. Hij kreeg zijn opleiding bij de Middle Temple in Londen en vertrok 1771 naar Oxford om aldaar rechten te studeren. Vier jaar later kocht hij een commissie in het leger als cornet van de Dragoon Guards. Nog in dat zelfde jaar vertrok Tarleton naar Noord-Amerika om mee te vechten in de Amerikaanse Onafhankelijkheidsoorlog.
Hij maakte deel uit van het leger van Charles Cornwallis, maar na de Slag bij Sullivan's Island ging hij deel uitmaken van het leger van generaal William Howe. In 1776 werd hij gepromoveerd tot brigademajoor en het jaar daarop vocht hij mee in de Slag bij Brandywine. Hij wist zich vervolgens te onderscheiden tijdens het Beleg van Charleston en de Slag bij Waxhaws. Tarleton verloor echter de Slag bij Cowpens. In 1781 keerde hij terug naar Engeland en kreeg hij weldra een verhouding met de actrice en dichteres Mary Robinson.
Drie jaar na zijn terugkeer stelde hij zich verkiesbaar voor het parlement, maar hij werd op het nippertje verslagen. Zes jaar later wist hij alsnog een plek te krijgen in het parlement. Tot aan 1812 zou hij actief in de politiek blijven. Tijdens die periode was hij onder meer een fel voorstander van de slavenhandel. Gedurende de jaren ontving hij nog enkele promoties tot hij in 1812 tot generaal werd benoemd, ondanks dat hij geen stap meer op het slagveld had gezet. Hij had echter wel gehoopt het commando over het Britse leger te krijgen tijdens de Spaanse Onafhankelijkheidsoorlog, maar deze positie werd vergeven aan Arthur Wellesley.

## In populaire cultuur
In de film Amazing Grace uit 2006 werd de rol van Tarleton gespeeld door acteur Ciarán Hinds. De fictieve kolonel Tavington in The Patriot was deels gebaseerd op Tarleton en deze rol werd gespeeld door Jason Isaacs.